# Presbyterium

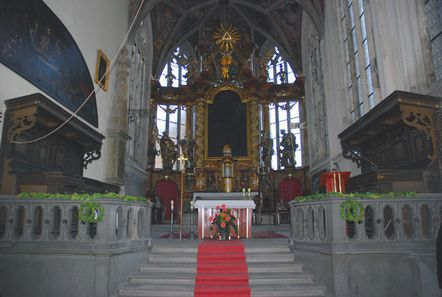
Presbytère de l'église St. Pierre et Paul à Mělník.

Le presbyterium fait référence au prêtre (prêtre venant de presbytre, πρεσβύτερος en grec).  Le mot est employé dans deux sens différents :
- Sens ecclésial : l'ensemble des prêtres d'un diocèse,
- Sens architectural : un élément d'architecture des églises chrétiennes.

## Sens ecclésial
Le presbyterium désigne l'ensemble des prêtres d'un diocèse :
- les prêtres incardinés
- les membres de société de vie apostolique dont la maison de résidence est située sur le diocèse.
- les prêtres en mission sur le diocèse (mais incarnés ailleurs)
- les religieux en mission diocésaine

Le presbyterium se réunit autour de l'évêque au moins une fois par an, à la messe chrismale célébrée le jeudi saint ou un autre jour du début de la semaine sainte.

## Sens architectural
Le presbyterium est un élément d'architecture des églises chrétiennes, surtout catholiques occidentales. Il s'agit de l'espace réservé au clergé. Le terme est mentionné dans les écrits d'Ignace d'Antioche. Ce sanctuaire correspond au naos des temples antiques. On le nomme aussi chancel par métonymie, le chancel étant la clôture basse qui sépare matériellement la nef du chœur réservé au clergé.
Chez les catholiques romains, il est normalement composé :
- du sanctuaire dans lequel on trouve :
  - l'autel majeur,appelé maître autel, avec sa décoration,
  - à laquelle après le concile de Trente fut rajouté le tabernacle, qui depuis le concile Vatican II se trouve plutôt dans une chapelle dite du Saint-Sacrement,
  - le trône du célébrant ou président de la fonction liturgique,
  - des crédences,
  - un ou des pupitres ou ambons;
- du chœur dans lequel le clergé était censé chanter l'office, en général doté de stalles, elles-mêmes souvent richement décorées ; ce chœur était parfois entouré d'un chancel ou jubé plus ou moins monumental qui en cachait la vue au public ou du moins l'en séparait,
- éventuellement d'un petit chœur (ou choretto en italien) dans lequel prenaient place autant des chantres laïcs que des prêtres ou des religieux
  - avec éventuellement un orgue de chœur, qui peut parfois prendre place dans le chœur lui-même.

Chez les orthodoxes, il semble que l'on n'utilise pas ce terme, mais l'espace sacré est principalement une cour devant l'iconostase, où le diacre apparaît et disparaît selon les divers moments de la liturgie, laquelle a principalement lieu dans l'iconostase.
Dans les premières communautés chrétiennes, l’évêque s'adjoint des presbytres qui l’entourent lors du culte et occupent des gradins semi-circulaires dans l'abside qui délimite le sanctuaire (symbolisant la « tête » de l'Église). Devant ce sanctuaire apparaît le chœur (la « parole » de l'Église) réservé aux chantres.